# Katastrofa lotu Jeju Air 2216
Katastrofa lotu Jeju Air 2216 – katastrofa lotnicza, która miała miejsce 29 grudnia 2024 roku na terenie lotniska w Muan, w Korei Południowej. Samolot Boeing 737-8AS, należący do linii Jeju Air, podczas lądowania bez podwozia, wyjechał poza pas startowy i uderzył w nasyp. W katastrofie zginęło 179 osób – wszyscy pasażerowie oraz 4 członków załogi. Jest to największa katastrofa lotnicza pod względem liczby ofiar w historii Korei Południowej.

## Przebieg lotu

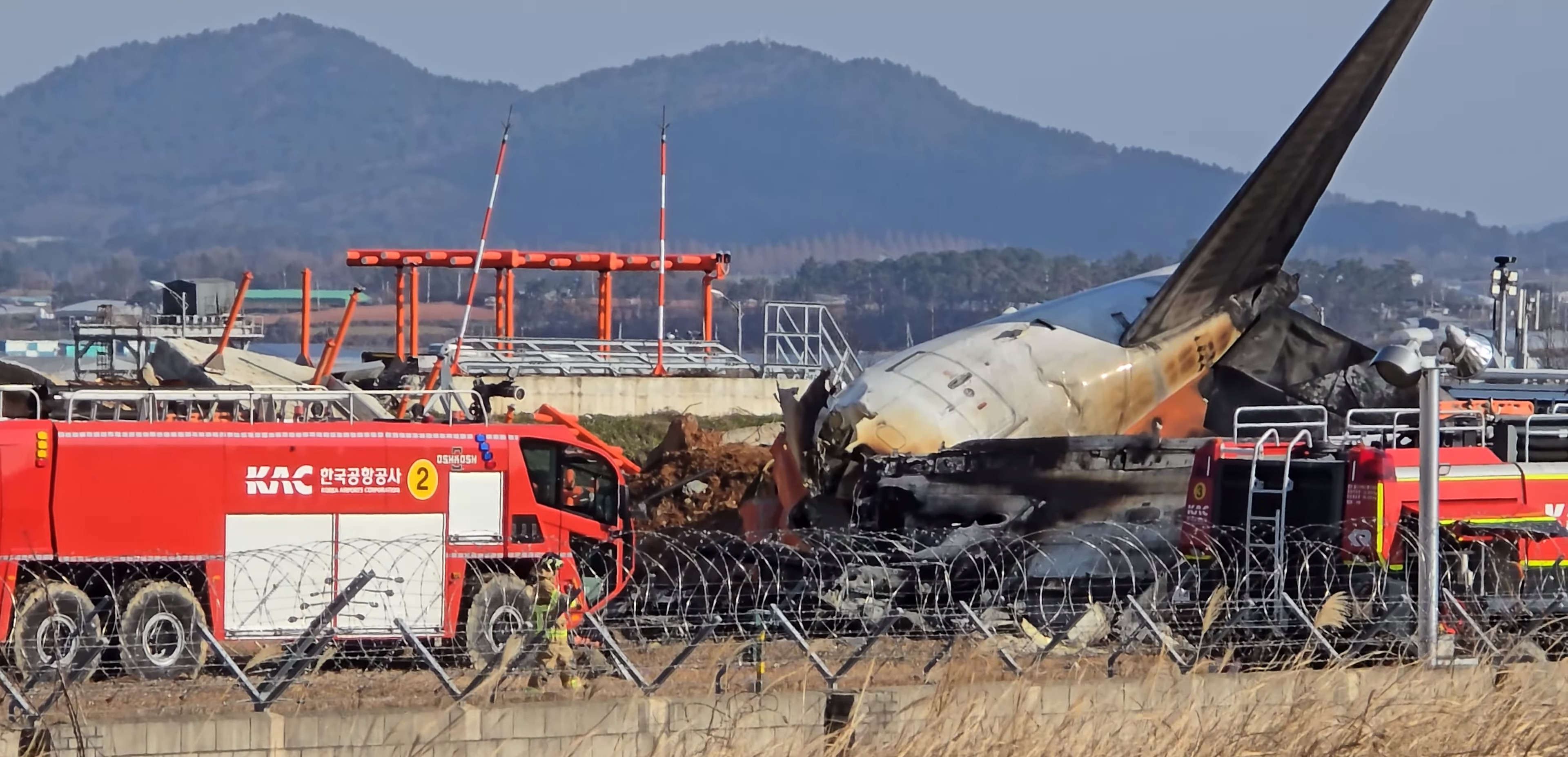
Wrak samolotu na pasie lotniska 2 godziny po katastrofie

Samolot wystartował z lotniska w Bangkoku o godzinie 2:28 czasu lokalnego. Lot trwał około 5 godzin i do momentu lądowania przebiegał bez zakłóceń. Gdy załoga przygotowywała się do lądowania na międzynarodowym lotnisku Muan, o godzinie 8:57 czasu koreańskiego, otrzymali oni ostrzeżenie o możliwości zderzenia z ptakami. Minutę później piloci nadali sygnał mayday. Według relacji świadków do prawego silnika samolotu dostały się ptaki. O godzinie 9:00 samolot podjął nieudaną próbę awaryjnego lądowania. Załoga stwierdziła, że podwozie nie wypuściło się i odeszła na drugi krąg. Samolot miał wówczas problemy ze wznoszeniem się. O 9:05 piloci dokonali drugiej próby podejścia do lądowania. Lądujący bez podwozia Boeing zetknął się z pasem startowym w okolicach jego 1200 metra, pozostawiając 1600 metrów pasa na bezpieczne wyhamowanie. Samolot zaczął ślizgać się po pasie startowym, po czym wyjechał poza pas startowy i uderzył w nasyp, na którym zamontowany był system ILS. Boeing natychmiast stanął w płomieniach. Katastrofę przeżyły tylko dwie stewardessy, które przebywały w części ogonowej samolotu.

Trasa samolotu po wylądowaniu przed katastrofą

## Pasażerowie i załoga
| Kraj             | Pasażerowie | Załoga | Razem |
| ---------------- | ----------- | ------ | ----- |
| Korea Południowa | 173         | 6      | 179   |
| Tajlandia        | 2           | -      | 2     |
| Razem            | 175         | 6      | 181   |

- Źródło:[4].